# 多鱗新平鮋
多鱗新平鮋，為輻鰭魚綱鮋形目鮋亞目新平鮋科的其中一種，為亞熱帶海水魚，分布於西北太平洋日本小笠原群島海域，為特有種，棲息深度可達135公尺，體長可達15公分，棲息在底層水域，生活習性不明。

## 扩展阅读
維基物種上的相關：多鱗新平鮋